# Desin Selo
Desin Selo (cyr. Десин Село) – wieś w Bośni i Hercegowinie, w Republice Serbskiej, w mieście Trebinje. W 2013 roku liczyła 16 mieszkańców.